# Liste d'anciens États européens après 1815
 (mars 2023).
Si vous disposez d'ouvrages ou d'articles de référence ou si vous connaissez des sites web de qualité traitant du thème abordé ici, merci de compléter l'article en donnant les références utiles à sa vérifiabilité et en les liant à la section « Notes et références ».

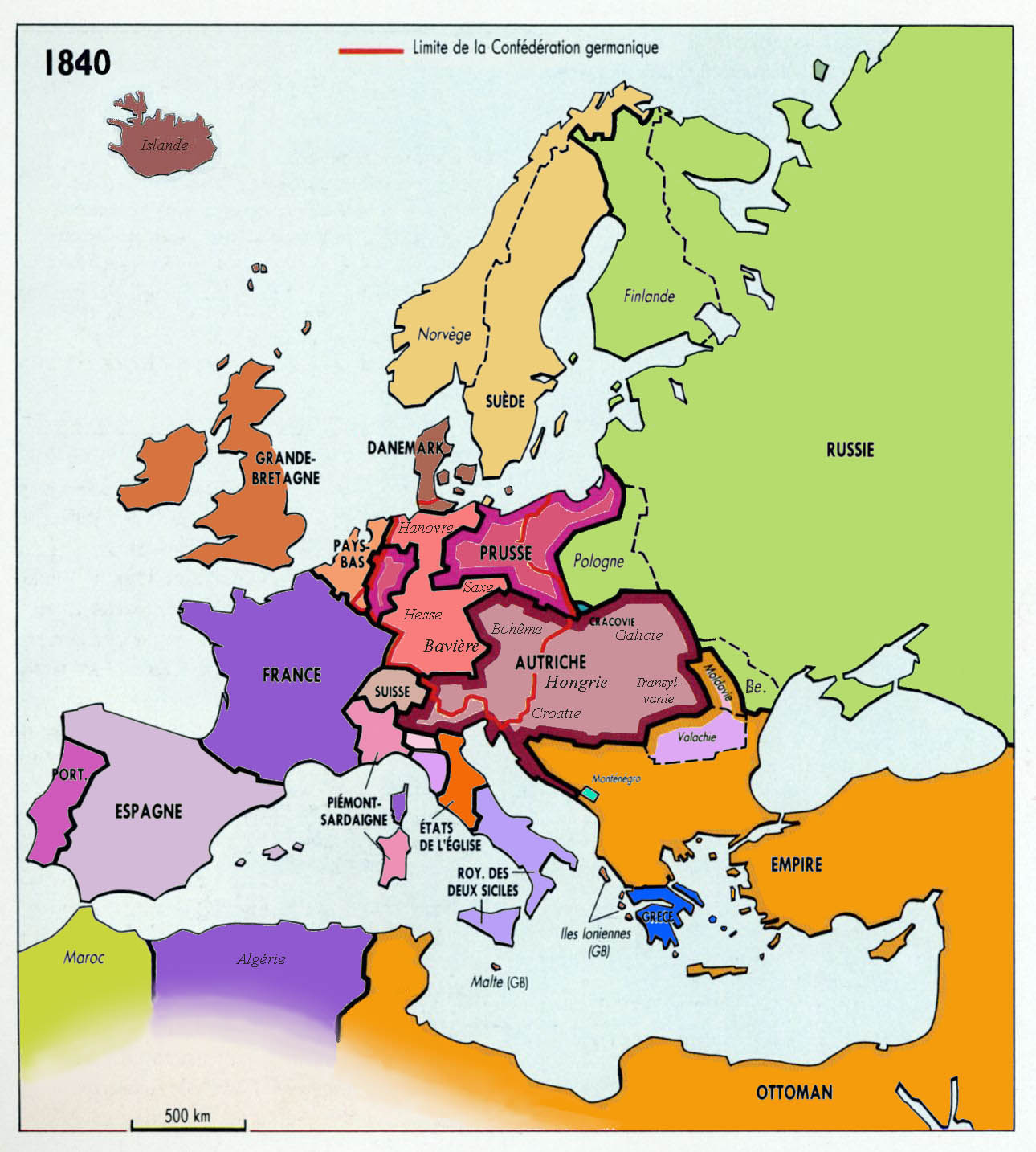
L'Europe en 1840.

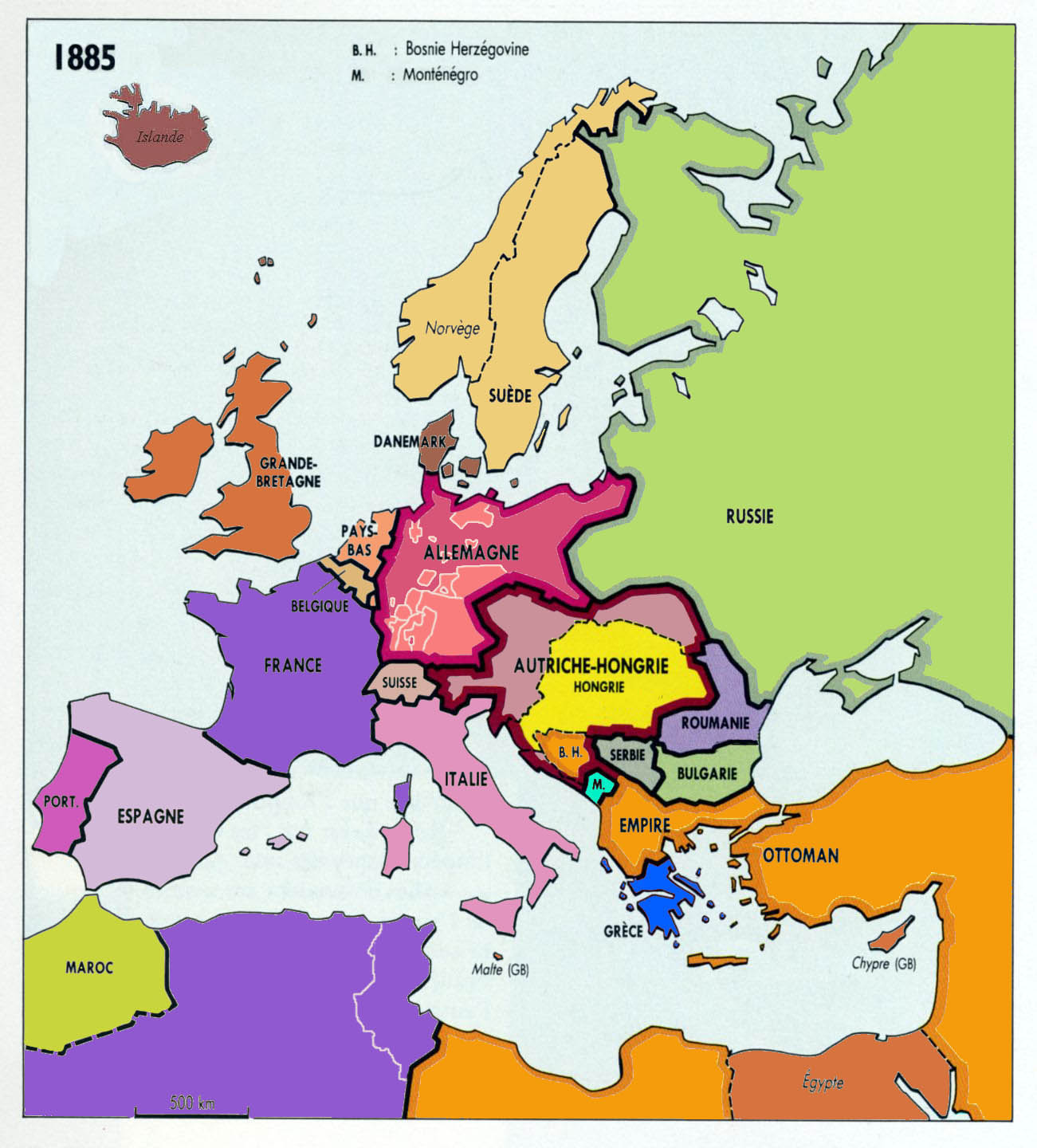
L'Europe en 1885.

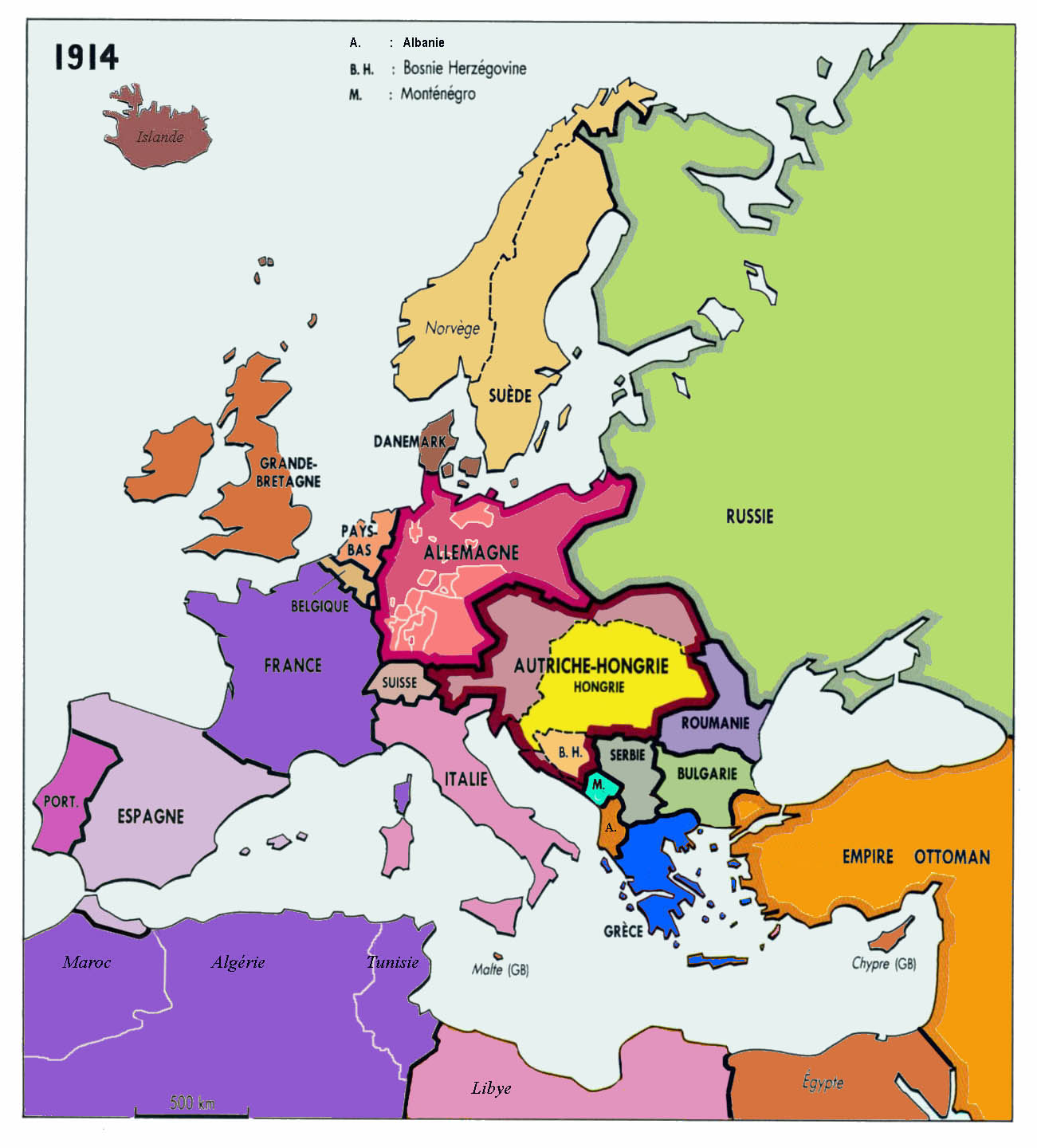
L'Europe en 1914.

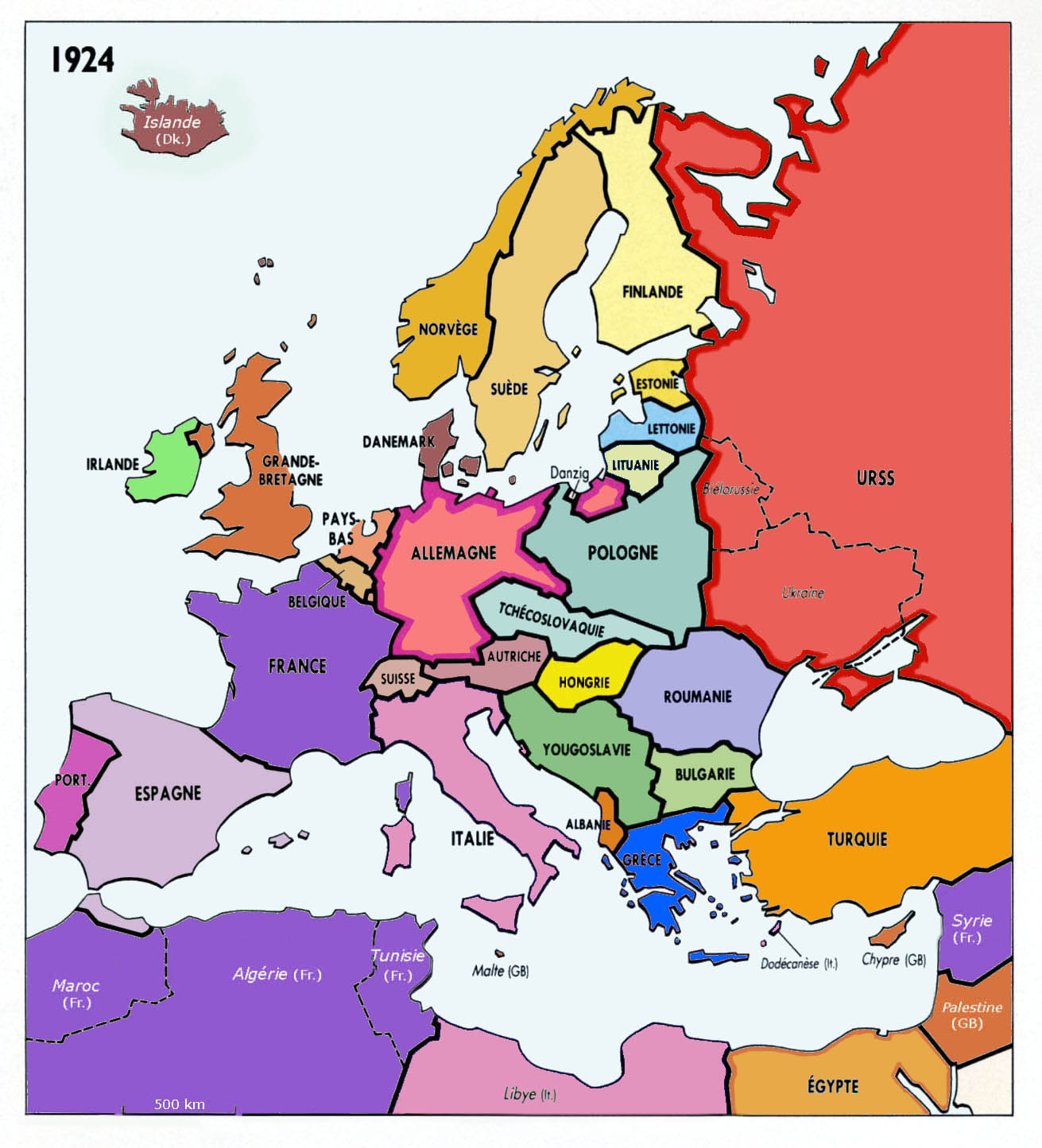
L'Europe en 1924.

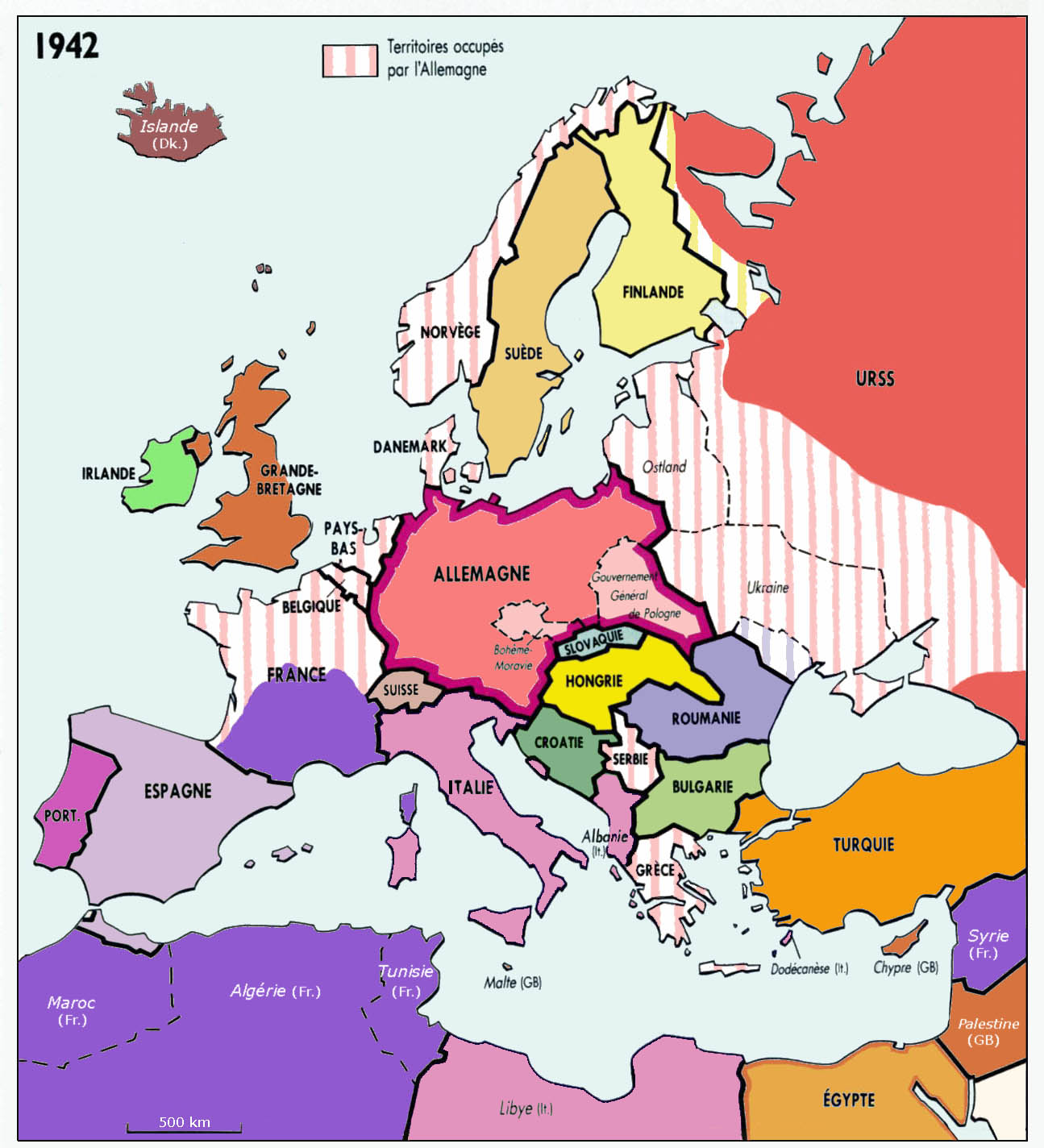
L'Europe en 1942.

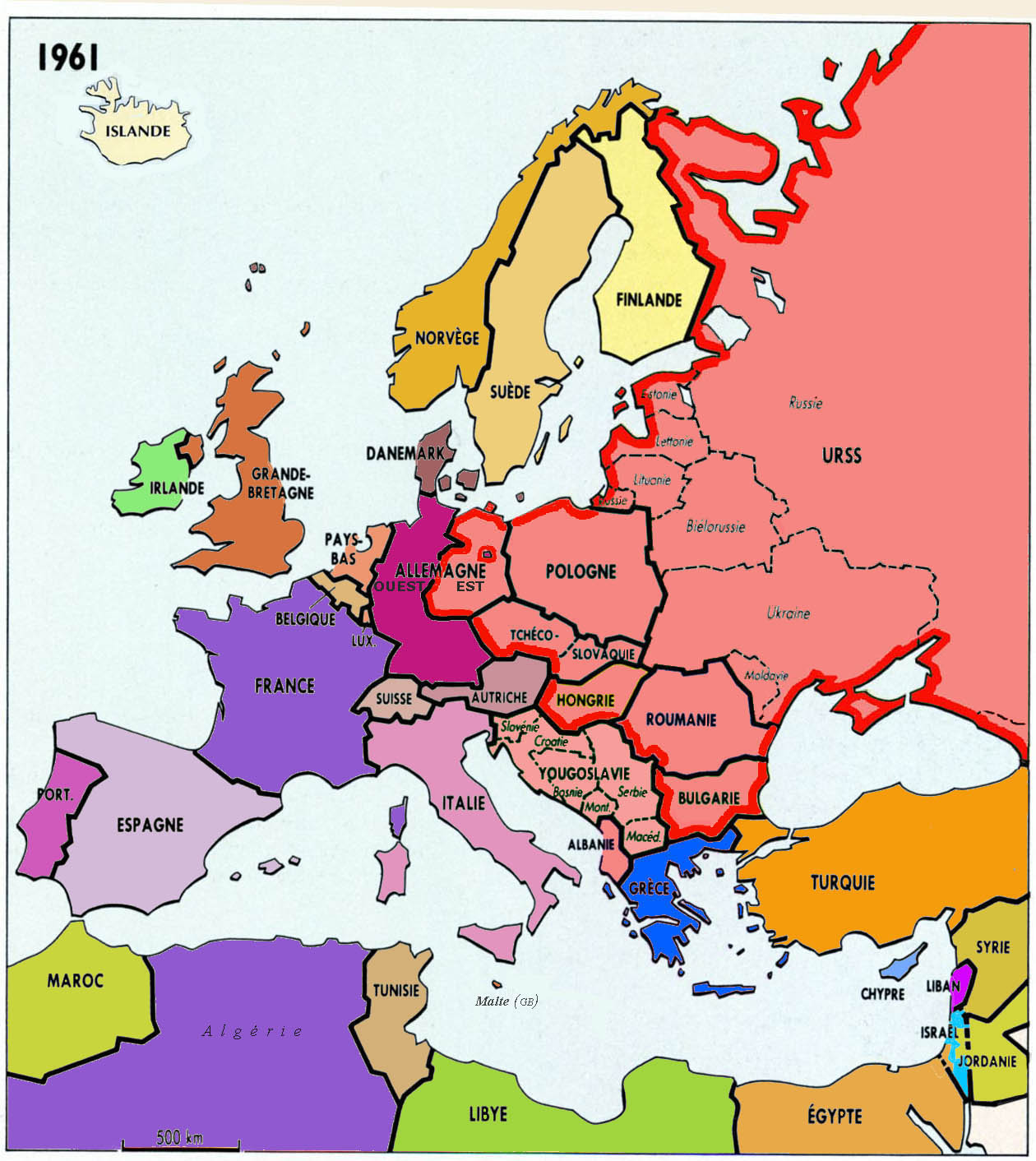
L'Europe en 1961.

Cet article recense les anciens pays qui ont existé en Europe après le congrès de Vienne en 1815.

## Méthodologie
Géographiquement, la liste suivante se limite aux pays ayant existé sur le territoire européen, limité à l'est au Caucase. Historiquement, elle recouvre la période qui débute au congrès de Vienne en 1815. Elle comprend les pays qui ont existé sur ce territoire et pendant cette période, mais qui n'existent plus aujourd'hui, ou qui ont connu une dissolution éventuelle avant d'être reformés.
Cette liste se limite également aux pays dont l'existence est substantielle, c'est-à-dire qu'elle n'inclut pas les divers États unilatéralement proclamés ou dont l'existence est trop brève ; elle compte cependant des États uniquement indépendants en nom, éventuellement fantoches. Elle ne liste pas non plus les éventuels changements de régime d'un pays qui existe actuellement.

## Généralités
En majeure partie, les États qui ont existé en Europe avant de disparaitre répondent aux événements historiques suivants :
- États disparus au cours du XIXe siècle lors des processus d'unification allemand et italien ;
- disparition des empires après la Première Guerre mondiale ;
- effondrement des États d'obédience socialiste au début des années 1990.

## Liste

### A

#### Abkhazie (?-1864)
La principauté d'Abkhazie est annexée par la Russie en 1864. À l'heure actuelle, l'Abkhazie fait nominalement partie de la Géorgie mais a déclaré son indépendance et est reconnue comme telle par la Russie et le Nicaragua.

#### Allemagne (1815-1866, 1867-1871, 1871-1945, 1949-1990)
Du fait de la réalisation de l'unité allemande au XIXe siècle, plusieurs pays ou regroupements de pays se sont succédé sur les territoires correspondant à celui de l'Allemagne actuelle (ainsi qu'à de nombreux pays voisins). En 1815, la Confédération germanique regroupe une quarantaine de membres dont les plus influents sont le royaume de Prusse et l'empire d'Autriche. En 1848, des révoltes éclatent visant à créer une Allemagne unie. Les révolutionnaires sont vaincus l'année suivante. Après la guerre austro-prussienne de 1866, cette fédération est remplacée en 1867 par la confédération de l'Allemagne du Nord, dont l'Autriche est exclue. L'unité allemande est réalisée en 1871 avec la proclamation de l'Empire allemand, qui donnera naissance à la république de Weimar en 1918, laquelle s'efface à partir de 1933 dans le Troisième Reich. En 1945, après la Seconde Guerre mondiale, l'Allemagne est militairement occupée, aboutissant en 1949 à la création de la République démocratique allemande (ou Allemagne de l'Est) et de la République fédérale allemande (ou Allemagne de l'Ouest, régime de l'actuelle Allemagne), les parties est et ouest restant occupées jusqu'en 1990. L'Est est réabsorbé par l'Ouest en 1990.
- Confédération germanique (1815-1866)
- Empire allemand (1848-1849)
- Confédération de l'Allemagne du Nord (1867-1871)
- Empire allemand (1871-1918)
- République de Weimar (1918-1933)
- Reich allemand (1933-1945)
- Allemagne occupée (1945-1949)
- Allemagne de l'Ouest (1949-1990)
- Allemagne de l'Est (1949-1990)

#### Anhalt (1863–1867)
En 1815, l'Anhalt est divisé en différents duchés, membres de la Confédération germanique de 1815 à 1866. En 1863, l'Anhalt-Dessau rejoint l'Anhalt-Bernburg pour former le duché d'Anhalt. Après la guerre austro-prussienne en 1867, le duché devient un État membre de la confédération de l'Allemagne du Nord. En 1871, il devient membre de l'Empire allemand. Aujourd'hui, la région forme une partie de la Saxe-Anhalt, en Allemagne.

#### Anhalt-Bernburg (1813–1863)
Le duché d'Anhalt-Bernburg est un membre de la Confédération germanique entre 1815 et 1863. En 1863, il est incorporé au duché d'Anhalt. Aujourd'hui, la région forme une partie de la Saxe-Anhalt, en Allemagne.

#### Anhalt-Köthen (1813–1847)
Le duché d'Anhalt-Köthen est un membre de la Confédération germanique entre 1815 et 1847. En 1847, il est incorporé au duché d'Anhalt-Bernburg. Aujourd'hui, la région forme une partie de la Saxe-Anhalt, en Allemagne.

#### Arménie (1918–1922)
L'Arménie, partie de l'Empire russe, devient une partie de la Transcaucasie en 1918, mais proclame son indépendance un mois après comme république d'Arménie. En 1920, elle est renommée république socialiste soviétique d'Arménie. Elle rejoint l'Union soviétique en 1922 comme partie de la république socialiste fédérative soviétique de Transcaucasie. En 1936, cette dernière est divisée et redonne naissance à la république socialiste soviétique d'Arménie. Après 1991, elle retrouve son indépendance pour former l'Arménie.

#### Autriche (1804-1867, 1867-1918)
En 1804, les terres de la couronne d'Autriche, existant depuis le XIIe siècle à l'intérieur et à l'extérieur du Saint-Empire romain germanique, sont réorganisées sous le terme d'empire d'Autriche. Membre partiel de la Confédération germanique entre 1815 et 1866, l'Empire est réorganisé en 1867 pour devenir l'Autriche-Hongrie. Après sa défaite dans la Première Guerre mondiale, l'Empire est dissous en 1918 et réparti sur plusieurs pays, dont entre autres l'Autriche, la Hongrie, la Tchécoslovaquie et la Yougoslavie.
- Empire d'Autriche (1804-1867)
- Autriche-Hongrie (1867-1918)
- République d'Autriche allemande (1918-1919)
- Première république autrichienne (1918-1938)

#### Azerbaïdjan (1918–1922)
L'Azerbaïdjan, partie de l'Empire russe, devient une partie de la Transcaucasie en 1918, mais proclame son indépendance un mois après comme république démocratique d'Azerbaïdjan, avant d'être temporairement occupé par l'Empire ottoman, puis le Royaume-Uni. En 1920, le pays est renommé république socialiste soviétique d'Azerbaïdjan. Elle rejoint l'Union soviétique en 1922 comme partie de la république socialiste fédérative soviétique de Transcaucasie. En 1936, cette dernière est divisée et redonne naissance à la république socialiste soviétique d'Azerbaïdjan. Après 1991, elle retrouve son indépendance pour former l'Azerbaïdjan.

### B

#### Bade (1806-1871)
Le grand-duché de Bade est un membre de la Confédération germanique entre 1815 et 1866. Son statut de pays plus ou moins indépendant se termine avec la formation en 1871 de l'Empire allemand, dont il devient un État. Aujourd'hui, la région fait partie du Land de Bade-Wurtemberg, en Allemagne.

#### Bavière (1806-1871)
Le royaume de Bavière est un membre de la Confédération germanique entre 1815 et 1866. Son statut de pays plus ou moins indépendant se termine avec la formation en 1871 de l'Empire allemand, dont il devient un État. Aujourd'hui, la région correspond au Land de Bavière, en Allemagne, hormis une ancienne enclave qui fait partie de la Rhénanie-Palatinat.
- République des conseils de Bavière (1919)

#### Biélorussie (1918-1922)
En 1918, la Biélorussie est une partie de la Russie sous occupation allemande. La République populaire biélorusse fait alors sécession et est même reconnue par plusieurs pays, mais le contrôle de la région est pris par les forces soviétiques en 1919, conduisant à la création de la république socialiste soviétique de Biélorussie puis à son union dans la République socialiste soviétique lituano-biélorusse. Cette dernière est dissoute pendant la guerre russo-polonaise, mais le pouvoir soviétique est rétabli plus tard dans l'année avec la création de la république socialiste soviétique de Biélorussie. Celle-ci cède sa partie occidentale à la Pologne en 1921 et, en 1922, est un membre fondateur de l'URSS. Depuis 1991, la région est à nouveau indépendante sous le nom de Biélorussie.
- République socialiste soviétique lituano-biélorusse (1919)

#### Brême (1813-1867)
Brême est un membre de la Confédération germanique entre 1815 et 1866. Son statut de pays plus ou moins indépendant se termine avec la formation en 1871 de l'Empire allemand, dont il devient un État. Aujourd'hui, la région correspond au Land de Brême, en Allemagne.

#### Brunswick (1813-1867)
Le duché de Brunswick est un membre de la Confédération germanique entre 1815 et 1866, puis de la confédération de l'Allemagne du Nord en 1867. Son statut de pays plus ou moins indépendant se termine en 1871 avec la formation de l'Empire allemand, dont il devient un État. Aujourd'hui, la région fait partie des Lands de Basse-Saxe et Saxe-Anhalt, en Allemagne.

### C

#### Caucase du Nord (république montagnarde) (1917-1920)
La république montagnarde du Caucase du Nord est apparue en 1917 sur les ruines de l'Empire russe. En 1920, elle est annexée par la Russie soviétique.

#### Couto Misto (Xesiècle-1868)
Territoire souverain et neutre situé entre le Portugal et l'Espagne, le Couto Misto est finalement annexé par cette dernière en 1868.

#### Cracovie (1815-1846)
En 1815, la ville libre de Cracovie est créée sous protectorat conjoint de l'Autriche, de la Prusse et de la Russie. Elle est occupée par l'Autriche entre 1836 et 1841 et formellement annexée en 1846. Aujourd'hui, Cracovie fait partie de la Pologne.

#### Crète (1898-1913)
Après plusieurs épisodes de rébellion contre l'Empire ottoman, la Crète devient autonome sous la souveraineté ottomane et la protection des autres grandes puissances européennes. Elle rejoint la Grèce en 1913.

#### Crimée (2014)
À la suite des événements survenus en Ukraine à partir de novembre 2013, la république autonome de Crimée et la ville à statut particulier de Sébastopol font sécession de l'Ukraine et forment la république de Crimée avant d'être rattachées à la fédération de Russie une semaine plus tard en tant que république de Crimée et ville d'importance fédérale de Sébastopol.

#### Croatie (1941-1945)
Après l'invasion italo-allemande du royaume de Yougoslavie en 1941, l'État indépendant de Croatie est créé. État satellite des puissances de l'Axe, certaines parties sont réincorporées dès 1943 dans la Yougoslavie libérée ; le pays est complètement dissous en 1945. Depuis 1991, la Croatie est indépendante à nouveau, mais sur un territoire plus petit qu'entre 1941 et 1945.

### D

#### Dantzig (1920-1939)
La ville libre de Dantzig est créée en 1920 après la défaite allemande dans la Première Guerre mondiale, sous la forme d'un protectorat international. Elle est annexée par l'Allemagne le 2 septembre 1939. Aujourd'hui, elle fait partie de la Pologne sous le nom de Gdańsk.

#### Deux-Siciles (1759/1816-1861)
Union des royaumes de Naples et de Sicile par intermittence depuis le XIIe siècle, le royaume des Deux-Siciles est rétabli en 1816. En 1861, Il est uni avec plusieurs autres États de la péninsule italienne pour former le royaume d'Italie. Aujourd'hui, la région fait partie de l'Italie.

#### Don (Grande armée) (1918-1920)
La république du Don, ou Grande armée du Don, est un État anti-bolchévique peu reconnu internationalement formé à la suite de l'effondrement de l'Empire russe. Il existe de 1918 jusqu'à son absorption par la Russie soviétique en 1920.

### E

#### Estonie (1918-1940)
En 1918, la république d'Estonie déclare son indépendance de la Russie à la suite de l'invasion allemande de la région. Lors du retrait des troupes allemandes à la fin de l'année, les troupes soviétiques mettent en place la Commune des travailleurs d'Estonie. Celle-ci est dissoute en 1919 après la guerre d'indépendance estonienne et l'indépendance effective de la république. Cette dernière est envahie par l'URSS en 1940 et annexée comme république socialiste soviétique d’Estonie. Le pays retrouve son indépendance en 1991.

### F

#### Finlande (1939-1940)
En 1939, pendant la guerre d'Hiver, l'URSS crée un État fantoche, la République démocratique finlandaise, dans les parties de la Carélie qu'elle contrôle. Cette république est dissoute l'année suivante et incorporée à l'URSS.

#### Fiume (1920-1924)
Après la Première Guerre mondiale, le statut de la ville de Fiume est contesté entre l'Italie et le royaume de Yougoslavie. En 1920, la ville devient indépendante de facto sous le nom d'État libre de Fiume. Il est envahi par l'Italie en 1922 et annexé en 1924. Aujourd'hui, La région fait partie de la Croatie sous le nom de Rijeka.

#### Francfort (1813-1866)
Francfort est un membre de la Confédération germanique entre 1815 et 1866. Après la guerre austro-prussienne de 1866, la ville est annexée par le royaume de Prusse. Aujourd'hui, elle fait partie de l'Allemagne.

### G

#### Géorgie (1918-1922)
La Géorgie, partie de l'Empire russe, devient une partie de la Transcaucasie en 1918, mais proclame son indépendance un mois après comme république démocratique de Géorgie. En 1921, le pays est renommé république socialiste soviétique de Géorgie. Elle rejoint l'Union soviétique en 1922 comme partie de la république socialiste fédérative soviétique de Transcaucasie. En 1936, cette dernière est divisée et redonne naissance à la république socialiste soviétique de Géorgie. Après 1991, elle retrouve son indépendance pour former la Géorgie.

### H

#### Hambourg (1813-1867)
Hambourg est un membre de la Confédération germanique entre 1815 et 1866, puis de la confédération de l'Allemagne du Nord en 1867. Son statut de pays plus ou moins indépendant se termine en 1871 avec la formation de l'Empire allemand, dont elle devient un État. Aujourd'hui, la région est un Land d'Allemagne.

#### Hanovre (1814-1866)
Le royaume de Hanovre est créé en 1814. Il est membre de la Confédération germanique entre 1815 et 1866, et en union personnelle avec le Royaume-Uni jusqu'en 1837. Après la guerre austro-prussienne de 1866, il est annexé par le royaume de Prusse. Aujourd'hui, il fait partie du Land de Basse-Saxe, en Allemagne.

#### Hesse (1813-1867/1871)
Le grand-duché de Hesse est un membre de la Confédération germanique entre 1815 et 1866. Après la guerre austro-prussienne de 1866, sa partie nord devient membre de la confédération de l'Allemagne du Nord en 1867. En 1871, son statut de pays plus ou moins indépendant se termine avec la formation de l'Empire allemand, dont il devient un État. Aujourd'hui, la région fait partie de l'Allemagne.

#### Hesse-Cassel (1813-1866)
La principauté de Hesse-Cassel est un membre de la Confédération germanique entre 1815 et 1866. Après la guerre austro-prussienne de 1866, il est annexé par le royaume de Prusse. Aujourd'hui, la région fait partie de l'Allemagne.

#### Hesse-Hombourg (1813-1866)
Le landgraviat de Hesse-Homburg est un membre de la Confédération germanique entre 1815 et 1866. Le grand-duché de Hesse en hérite en 1866 mais le cède au royaume de Prusse la même année. Aujourd'hui, la région fait partie de l'Allemagne.

#### Hohenzollern-Hechingen (1813-1850)
La principauté de Hohenzollern-Hechingen est un membre de la Confédération germanique entre 1815 et 1849. Il est annexé par le royaume de Prusse en 1850. Aujourd'hui, la région fait partie de l'Allemagne.

#### Hohenzollern-Sigmaringen (1813-1850)
La principauté de Hohenzollern-Sigmaringen est un membre de la Confédération germanique entre 1815 et 1850. Elle est annexée par le royaume de Prusse en 1850. Aujourd'hui, la région fait partie de l'Allemagne.

#### Hongrie (1867-1918)
Le royaume de Hongrie était depuis 1867 indépendant au sein de la monarchie austro-hongroise. Il couvrait alors en totalité ou en partie les territoires des actuelles Hongrie, Slovaquie, Croatie, Roumanie, Voïvodie, et Transcarpatie. En 1918, les monarques Habsbourg sont destitués. La monarchie n'est officiellement abolie qu'en 1946.
- État hongrois (1849)
- République démocratique hongroise (1918-1919)
- République des conseils de Hongrie  (1919)
- République de Hongrie (1919-1920)
- Royaume de Hongrie
- Deuxième république de Hongrie

### I

#### Îles Ioniennes(1814-1864)
Les îles Ioniennes, anciennement possession de la république de Venise, sont occupées par divers pays à partir de 1797. En 1814, les États-Unis des Îles Ioniennes sont établis, sous la forme d'un protectorat britannique. L'archipel est incorporé au royaume de Grèce en 1864.

#### Irlande (1919-1922)
La République irlandaise est un État révolutionnaire peu reconnu contrôlant partiellement l'Irlande entre 1919 et 1922. La République irlandaise cesse formellement d'exister le 6 décembre 1922 avec l'entrée en vigueur du traité anglo-irlandais qui met fin à la guerre, et crée l'État libre d'Irlande.

#### Italie centrale (Provinces unies)(1859-1860)
État satellite du royaume de Sardaigne, fondé en 1859. Il s'agit du regroupement des anciens grand-duché de Toscane, duché de Parme, duché de Modène et les Légations, après que leurs monarques ont été évincés par des révoltes populaires. Annexé en 1860 par le royaume de Sardaigne.  

#### Italie (République sociale) (1943-1945)
La République sociale italienne est un État fantoche fasciste établi en Italie du Centre et du Nord, dans les zones contrôlées par la Wehrmacht entre septembre 1943 et avril 1945.

### K

#### Kouban (1918-1920)
De la chute de l'Empire russe en 1917 jusqu'à son annexion par la RSF de Russie, le Kouban a existé en tant qu'État souverain éphémère dans le Caucase du Nord.

### L

#### Lettonie (1918-1940)
À la suite du retrait des troupes allemandes à la fin de la Première Guerre mondiale, la Lettonie proclame son indépendance en 1918. L'autorité sur le pays est disputé entre le gouvernement de la république de Lettonie et la république soviétique socialiste de Lettonie jusqu'en 1920. Le pays est envahi par l'URSS en 1940, conduisant à la création d'une république socialiste soviétique de Lettonie avant son annexion peu après. La Lettonie retrouve son indépendance en 1990.
- République soviétique socialiste de Lettonie (1918-1920)

#### Lichtenberg (1815-1834)
La principauté de Lichtenberg, située sur la rivière Nahe, était une exclave du duché de Saxe-Cobourg-Saalfeld de 1816 à 1826 et du duché de Saxe-Cobourg et Gotha de 1826 à 1834, date à laquelle elle a été vendue au royaume de Prusse. Aujourd'hui, ses territoires se trouvent dans deux États allemands : la Sarre et la Rhénanie-Palatinat. 

#### Lippe (1815-1871)
La principauté de Lippe est un membre de la Confédération germanique entre 1815 et 1866, puis de la confédération de l'Allemagne du Nord en 1867. Son statut de pays plus ou moins indépendant se termine en 1871 avec la formation de l'Empire allemand, dont elle devient un État. Aujourd'hui, la région fait partie de l'Allemagne.

#### Lituanie (1918-1940)
En 1918, la Lituanie déclare son indépendance de la Russie à la suite de l'invasion allemande de la région ; la défaite allemande et le retrait de ses troupes consacre l'indépendance de la république de Lituanie. En 1919, la république socialiste soviétique de Lituanie (en), créée un an plus tôt, s'unit avec la République populaire biélorusse pour créer la République socialiste soviétique lituano-biélorusse. Elle est annexée par la Pologne en 1920 pendant la guerre russo-polonaise. En 1920, des troupes polonaises occupent Vilnius et y déclarent l’indépendance d’une république de Lituanie centrale, annexée par la Pologne en 1922 (voire infra). En 1923, le territoire de Memel, sous mandat de la SDN depuis 1920, est intégrée à la Lituanie comme région autonome de Klaipėda, annexée par l'Allemagne en 1939 année où la région de Vilnius est envahie par l'URSS et attribuée à la république socialiste soviétique de Lituanie en 1940, lorsque la Lituanie est envahie par l'URSS. De 1941 à 1945, le pays est occupé par les Allemands, avant d'être chassés par les Soviétiques qui le réoccupent immédiatement. La Lituanie retrouve son indépendance en 1990.

#### Lituanie centrale (1920-1922)
La république de Lituanie centrale est un État largement non-reconnu, centré sur la ville de Vilnius (Wilno), créé autour des territoires majoritairement polonisés de Lituanie. En 1922, la république est annexée à la Pologne.

#### Lübeck (1815-1871)
La ville de Lübeck est un membre de la Confédération germanique entre 1815 et 1866, puis de la confédération de l'Allemagne du Nord en 1867. Son statut de pays plus ou moins indépendant se termine en 1871 avec la formation de l'Empire allemand, dont elle devient un État. Aujourd'hui, la région fait partie du Land de Schleswig-Holstein, en Allemagne.

#### Lucques (1815-1847)
Après une période d'occupation française et autrichienne, la république de Lucques, existant depuis 1288, n'est pas restaurée, et à sa place est établi un duché attribué à la famille Bourbon-Parme, avec droit de réversion pour le grand-duc de Toscane, qui exercera ce droit en 1847 et Lucques sera alors annexée au grand-duché. Aujourd'hui, la région fait partie de l'Italie.

### M

#### Massa et Carrara (1814-1859)
Après une période d'occupation française, le duché de Massa et Carrare, existant depuis 1467, est restauré en 1814. Il est annexé par le duché de Modène en 1829. Aujourd'hui, la région fait partie de l'Italie.

#### Mecklembourg-Schwerin (1813-1871)
Le grand-duché de Mecklembourg-Schwerin est un membre de la Confédération germanique entre 1815 et 1866, puis de la confédération de l'Allemagne du Nord en 1867. Son statut de pays plus ou moins indépendant se termine avec la formation de l'Empire allemand, dont il devient un État en 1871. Aujourd'hui, la région fait partie du Land de Mecklembourg-Poméranie Occidentale, en Allemagne.

#### Mecklembourg-Strelitz (1813-1871)
Le grand-duché de Mecklembourg-Strelitz est un membre de la Confédération germanique entre 1815 et 1866, puis de la confédération de l'Allemagne du Nord en 1867. Son statut de pays plus ou moins indépendant se termine avec la formation de l'Empire allemand, dont il devient un État en 1871. Aujourd'hui, la région fait partie du Land de Mecklembourg-Poméranie Occidentale, en Allemagne.

#### Memel (1920-1923)
En 1920, la zone située sur la rive nord du Niémen jusqu'à la ville de Memel est détachée de l'Allemagne, conduisant à la création du territoire de Memel, administré par la France sous mandat de la SDN. En 1923, le territoire est annexé par la Lituanie pour former la région de Klaipėda.

#### Modène (1814-1859)
Après une période d'occupation française, le duché de Modène et Reggio, existant depuis 1289, est restauré en 1814. Il est annexé par les Provinces-Unies d'Italie centrale en 1859, État éphémère annexé à son tour par le royaume de Sardaigne plus tard dans l'année. Aujourd'hui, la région fait partie de l'Italie.

#### Moldavie (1359-1859 et 1917-1918)
La principauté de Moldavie, qui devint tributaire de l'Empire ottoman en 1538, s'unit en 1859 avec la Valachie pour former la Roumanie (indépendante de l'Empire ottoman en 1878). Mais la partie orientale du pays, annexée en 1812 par l'Empire russe, forma en 1917 la République démocratique moldave avant d'intégrer à son tour la Roumanie en 1918 puis l'Union soviétique en 1940 ; depuis 1991, cette partie orientale de l'ancienne principauté est répartie entre la Moldavie et l'Ukraine.
- Principauté de Moldavie (1359-1859)
- République démocratique moldave (1917-1918)

#### Monténégro (1878-1918)
En 1878, l'indépendance de la principauté du Monténégro, sous souveraineté nominale de l'Empire ottoman et indépendante de facto depuis 1516, est internationalement reconnue. Le pays devient le royaume du Monténégro en 1910, est occupé par l'Autriche-Hongrie en 1916 et uni avec le royaume de Serbie en 1918 avant d'être absorbé par le royaume des Serbes, Croates et Slovènes cette même année. Après la dissolution de la Yougoslavie, le Monténégro devient une république unie dans la Serbie-et-Monténégro, avant de devenir indépendant en 2006.
- Principauté du Monténégro
- Royaume du Monténégro

#### Moresnet (1816-1919)
En 1816, le Moresnet est un territoire sous administration commune de la Prusse et des Pays-Bas (remplacés par la Belgique en 1830). Après la Première Guerre mondiale, le territoire est cédé à la Belgique en 1919 sous les provisions du traité de Versailles et formellement annexé en 1920.

### N

#### Nassau (1813-1866)
Le duché de Nassau est un membre de la Confédération germanique entre 1815 et 1866. Après la guerre austro-prussienne de 1866, la ville est annexée par le royaume de Prusse. Aujourd'hui, la région fait partie de l'Allemagne.

### O

#### Oldenbourg (1813-1867)
Le grand-duché d'Oldenbourg est un membre de la Confédération germanique entre 1815 et 1866, puis de la confédération de l'Allemagne du Nord en 1867. Son statut de pays plus ou moins indépendant se termine en 1871 avec la formation de l'Empire allemand, dont il devient un État. Aujourd'hui, la région fait partie du Land de Basse-Saxe, en Allemagne.

#### Ottoman (Empire) (1307-1920)
En 1307, le beylicat ottoman est créé. Il se développe progressivement, jusqu'à la formation de l'Empire ottoman en 1473, un pays qui contrôle au fil du temps de larges territoires en Europe du Sud-Est, au Moyen-Orient et en Afrique du Nord. Il est dissous en 1920 et donne naissance sous une forme réduite à la Turquie.

### P

#### Pays-Bas (royaume uni) (1815-1839)
Le royaume uni des Pays-Bas, ou « royaume des Belgiques », est créé en 1815 sur les ruines de l'empire napoléonien, sur un territoire correspondant à l'actuel Benelux. Il est en partie membre de la Confédération germanique via le Luxembourg. Le royaume uni des Pays-Bas est dissous après l'indépendance de la Belgique.

#### Parme et Plaisance (1814-1859)
Après une période d'occupation française, le duché de Parme et Plaisance, existant depuis 1545, est restauré en 1814. Il est annexé par les Provinces-Unies d'Italie centrale en 1859, État éphémère annexé à son tour par le royaume de Sardaigne plus tard dans l'année. Aujourd'hui, la région fait partie de l'Italie.

#### Pologne (1918-1939)
La fin de la Première Guerre mondiale voit la création de la Deuxième République de Pologne. Elle est annexée par l'Allemagne et l'URSS en 1939. La Pologne est recréée en 1945, mais sur un territoire assez différent.
- Royaume de Pologne : État fantoche sous occupation allemande ayant existé de 1916 à 1918.

#### Pontificaux (États) (1814-1870)
Après une période d'occupation française, les États pontificaux, existants depuis 754 et dirigés par le Pape, sont restaurés en 1814 (sans toutefois les exclaves en France d'Avignon et du Comtat Venaissin). En 1860 puis 1870, ses territoires sont entièrement annexés en deux tranches successives par le royaume d'Italie. En 1929, les accords du Latran reconnaissent la continuité de la souveraineté du Pape sur le Vatican, un territoire nettement plus réduit ; le reste des anciens États pontificaux fait partie de l'Italie.

#### Prusse (1525-1867)
Située à la fois à l'intérieur et à l'extérieur du Saint-Empire romain germanique, l'union de la marche de Brandebourg et du duché de Prusse conduit en 1618 à la formation du double État de Brandebourg-Prusse, renommé en 1701 royaume de Prusse. L'un des deux principaux membres de la Confédération germanique en 1815 (avec l'empire d'Autriche), il est la force motrice du processus d'unité allemande, tout d'abord lors de la création de la confédération de l'Allemagne du Nord en 1867 et de l'Empire allemand en 1871, dont il est l'État principal. La Prusse est abolie de facto en tant qu'État par les nazis en 1934 et de jure par les alliés par la loi n° 46 du 25 février 1947. Son territoire est dispersé sur les zones occupées d'Allemagne, la Pologne et l'URSS.

### R

#### Reuss branche aînée (1813-1867)
La principauté de Reuss branche aînée est un membre de la Confédération germanique entre 1815 et 1866, puis de la confédération de l'Allemagne du Nord en 1867. Son statut de pays plus ou moins indépendant se termine avec la formation de l'Empire allemand en 1871, dont elle devient un État. Aujourd'hui, la région fait partie de l'Allemagne.

#### Reuss branche cadette (1813-1867)
La principauté de Reuss branche cadette est un membre de la Confédération germanique entre 1815 et 1866, puis de la confédération de l'Allemagne du Nord en 1867. Son statut de pays plus ou moins indépendant se termine avec la formation de l'Empire allemand en 1871, dont elle devient un État. Aujourd'hui, la région fait partie de l'Allemagne.

#### Royaume du Congrès(1815-1830)
En 1815, le congrès de Vienne avalise la restauration d'un État polonais, lequel doit se présenter sous la forme d'un royaume en union personnelle avec l'Empire russe. Le royaume, indépendant de jure, est de facto un protectorat russe. Le déclenchement de l'insurrection de Novembre contre les Russes provoque en réaction l'abrogation de son autonomie.

#### Russie (1547-1917)
En 1547, le tsarat de Russie succède à la grande-principauté de Moscou et est connu depuis la fin du XVIIe siècle sous le nom d'Empire russe. Son effondrement en 1917 donnera naissance à de nombreux États, dont l'Union des républiques socialistes soviétiques en 1922. Depuis 1991, la majeure partie du territoire de l'ancien empire forme la Fédération russe actuelle.
- République russe (1917)
- République socialiste fédérative soviétique de Russie (1917-1922 ; intègre ensuite l'URSS).

### S

#### Saint-Marc (république) (1848-1849)
La république de Saint-Marc est État révolutionnaire ayant existé entre 1848 et 1849 sur le territoire de l'actuelle Vénétie ; ensuite annexée par l'empire d'Autriche.

#### Samos (principauté) (1834-1913)
Petite principauté vassale de l'Empire ottoman et située sur l'île grecque de Samos ; la principauté de Samos fut finalement intégrée au royaume de Grèce en 1913. 

#### Sarre (1920-1935, 1947-1957)
En 1920, la Société des Nations sépare la région de la Sarre du reste de l'Allemagne et établit le territoire du Bassin de la Sarre, un territoire sous mandat administré par la France. Il est réincorporé dans l'Allemagne après plébiscite en 1935. En 1947, la zone d'occupation française en Allemagne est réorganisée, conduisant à la création du protectorat de la Sarre, un État sous tutelle française. La Sarre rejoint l'Allemagne en 1957 et devient le Land de Sarre.
- Territoire du bassin de la Sarre (1920-1935)
- Protectorat de la Sarre (1947-19)

#### Sardaigne (1720-1861)
L'archipel de Sardaigne devient le royaume de Sardaigne en 1326, un royaume en union personnelle avec le royaume d'Aragon. En 1720, il est acquis par la maison de Savoie et est nommé de façon informelle royaume de Piémont-Sardaigne. Les parties continentales du royaume sont occupées entre 1800 et 1814. Entre 1859 et 1861, il annexe la plupart des autres États italiens afin de s'unir au royaume des Deux-Siciles pour donner naissance au royaume d'Italie.

#### Saxe-Altenbourg (1813-1867)
Le duché de Saxe-Altenbourg est un membre de la Confédération germanique entre 1815 et 1866, en union personnelle avec le duché de Saxe-Gotha jusqu'en 1826, puis de la confédération de l'Allemagne du Nord en 1867. Son statut de pays plus ou moins indépendant se termine en 1871 avec la formation de l'Empire allemand, dont elle devient un État. Aujourd'hui, la région fait partie de l'Allemagne.

#### Saxe-Cobourg (1815-1826)
Le duché de Saxe-Cobourg est un membre de la Confédération germanique en 1815. En 1826, il s'unit avec le duché de Saxe-Gotha pour former le duché de Saxe-Cobourg et Gotha. Aujourd'hui, la région fait partie de l'Allemagne.

#### Saxe-Cobourg et Gotha (1826-1867)
Les duchés de Saxe-Cobourg-Saalfeld et Saxe-Gotha s'unissent en 1826 et forment le duché de Saxe-Cobourg et Gotha. Membre de la Confédération germanique entre 1815 et 1866, puis de la confédération de l'Allemagne du Nord en 1867, son statut de pays plus ou moins indépendant se termine en 1871 avec la formation de l'Empire allemand, dont il devient un État. Aujourd'hui, la région fait partie de l'Allemagne.

#### Saxe-Gotha (1813-1826)
Le duché de Saxe-Gotha est un membre de la Confédération germanique en 1815. En 1826, il s'unit avec le duché de Saxe-Cobourg pour former le duché de Saxe-Cobourg et Gotha. Aujourd'hui, la région fait partie de l'Allemagne.

#### Saxe-Hildburghausen (1813-1826)
Le duché de Saxe-Hildburghausen est un membre de la Confédération germanique en 1815. En 1826, il devient une partie du duché de Saxe-Meiningen. Aujourd'hui, la région fait partie de l'Allemagne.

#### Saxe-Meiningen (1813-1867)
Le duché de Saxe-Meiningen est un membre de la Confédération germanique entre 1815 et 1866, puis de la confédération de l'Allemagne du Nord en 1867. Son statut de pays plus ou moins indépendant se termine en 1871 avec la formation de l'Empire allemand, dont il devient un État. Aujourd'hui, la région fait partie de l'Allemagne.

#### Saxe-Weimar-Eisenach (1813-1867)
Le grand-duché de Saxe-Weimar-Eisenach est un membre de la Confédération germanique entre 1815 et 1866, puis de la confédération de l'Allemagne du Nord en 1867. Son statut de pays plus ou moins indépendant se termine avec la formation de l'Empire allemand, dont il devient un État. Aujourd'hui, la région fait partie de l'Allemagne.

#### Saxe (1813-1867)
Le royaume de Saxe est un membre de la Confédération germanique entre 1815 et 1866, puis de la confédération de l'Allemagne du Nord en 1867. Son statut de pays plus ou moins indépendant se termine en 1871 avec la formation de l'Empire allemand, dont il devient un État. Aujourd'hui, la région largement correspond au Land de Saxe, en Allemagne.

#### Schaumbourg-Lippe (1813-1867)
La principauté de Schaumbourg-Lippe est un membre de la Confédération germanique entre 1815 et 1866, puis de la confédération de l'Allemagne du Nord en 1867. Son statut de pays plus ou moins indépendant se termine en 1871 avec la formation de l'Empire allemand, dont elle devient un État. Aujourd'hui, la région fait partie du Land de Basse-Saxe, en Allemagne.

#### Schwarzbourg-Rudolstadt (1813-1867)
La principauté de Schwarzbourg-Rudolstadt est un membre de la Confédération germanique entre 1815 et 1866, puis de la confédération de l'Allemagne du Nord en 1867. Son statut de pays plus ou moins indépendant se termine en 1871 avec la formation de l'Empire allemand, dont elle devient un État. Aujourd'hui, la région fait partie de l'Allemagne.

#### Schwarzbourg-Sondernshausen (1813-1867)
La principauté de Schwarzbourg-Sondernshausen est un membre de la Confédération germanique entre 1815 et 1866, puis de la confédération de l'Allemagne du Nord en 1867. Son statut de pays plus ou moins indépendant se termine en 1871 avec la formation de l'Empire allemand, dont elle devient un État. Aujourd'hui, la région fait partie de l'Allemagne.

#### Serbie (1878-1918, 1941-1944)
En 1878, l'indépendance de la principauté de Serbie, sous souveraineté nominale de l'Empire ottoman et indépendante de facto depuis 1815, est internationalement reconnue. Le pays devient le royaume de Serbie en 1882, agrandit peu à peu son territoire avant d'être absorbé par le royaume des Serbes, Croates et Slovènes en 1918. Entre 1941 et 1944, la Serbie est un État fantoche sous occupation nazie. Après la dissolution de la Yougoslavie, la Serbie devient une république unie dans la Serbie-et-Monténégro, avant de devenir indépendante en 2006.
- Principauté de Serbie (1815-1878)
- Royaume de Serbie (1882-1918)
- Gouvernement de salut national (Serbie) (1941-1944)

#### Serbie-et-Monténégro (2003-2006)
En 2003, à la suite d'un compromis entre les républiques du Monténégro et de Serbie, la république fédérale de Yougoslavie est transformée en union de Serbie-et-Monténégro. Après l'indépendance du Monténégro en 2006, cette union est dissoute.

#### Slovaquie (1939-1945)
La République slovaque est déclaré en 1939 sous la « protection » de l'Allemagne nazie. Elle provient de l'éclatement de la Tchécoslovaquie. Après la capitulation allemande, cette dernière est reformée. Le 1er janvier 1993, la Tchécoslovaquie se scinde de nouveau en deux et la Slovaquie retrouve son indépendance.

#### Suède-Norvège (1814-1905)
Les royaumes unis de Suède et de Norvège sont une union personnelle entre les royaumes de Suède et de Norvège ; le monarque et la politique étrangère étaient communs aux deux royaumes.

### T

#### Tchécoslovaquie (1918-1939, 1945-1993)
Après la Première Guerre mondiale et l'effondrement de l'Autriche-Hongrie, la République tchécoslovaque est formée en 1918 à partir des territoires autrichiens de Bohême, Moravie et Silésie, et du territoire hongrois de Slovaquie. Elle est rejointe en 1919 par la Ruthénie. En 1938, elle cède les Sudètes à l'Allemagne et Tesin à la Pologne. En 1939, le reste de la moitié tchèque est occupée par l'Allemagne et devient le protectorat de Bohême-Moravie tandis que la Slovaquie devient une république plus ou moins indépendante et que la Ruthénie subcarpatique est occupée par la Hongrie. La Tchécoslovaquie est reformée en 1945. En 1993, elle se scinde en République tchèque et Slovaquie.

#### Transcaucasie (1918-1922)
La république démocratique fédérative de Transcaucasie se sépare de la Russie en 1918. Peu après, elle se scinde en républiques d'Arménie, d'Azerbaïdjan et de Géorgie. En 1922, ces pays sont occupés par les soviétiques et réunis comme république socialiste fédérative soviétique de Transcaucasie ; celle-ci rejoint l'URSS la même année.

#### Trieste (1947-1954)
Après la défaire italienne dans la Seconde Guerre mondiale, les forces d'occupation anglo-américaines et yougoslaves forment en 1947 un mandat des Nations unies, le territoire libre de Trieste. En 1954, il est divisé entre l'Italie et la Yougoslavie.

#### Toscane (1814-1859)
Le grand-duché de Toscane est rétabli en 1814. Après avoir atteint son expansion territoriale maximale en 1847 grâce à la réversion du duché de Lucques, en 1859, et malgré les douloureux renoncements concomitants en faveur du Duché de Modène, il s'unit avec Modène elle-même et le duché de Parme pour former les Provinces-Unies d'Italie centrale, qui seront incorporées dans le royaume de Sardaigne en 1860. Aujourd'hui, la région fait partie de l'Italie.

### U

#### Ukraine (1917-1922)
L'Ukraine orientale fait sécession de la Russie sous le nom de République populaire ukrainienne. L'Ukraine occidentale, pour sa part, se détache de l'Autriche-Hongrie sous les noms de république populaire d'Ukraine occidentale et de République houtsoule. À l'Est, du fait de la guerre civile russe, le pouvoir fluctue entre les communistes et les non-communistes, conduisant à une succession de noms : république populaire d'Ukraine, État ukrainien, Hetmanat d'Ukraine et finalement république socialiste soviétique d'Ukraine. Cette dernière devient en 1922 un membre fondateur de l'Union des républiques socialistes soviétiques.
- République populaire ukrainienne des soviets (1917-1919)
- République populaire ukrainienne (1917-1918 et 1919-1921)
- Hetmanat (1918)
- République populaire d'Ukraine occidentale (1918-1919)
- République des Lemkos (1918-1920)
- République houtsoule (1919)
- République socialiste soviétique d'Ukraine (1919-1922)

#### Union des républiques socialistes soviétiques(1922-1991)
En 1922, les républiques socialistes soviétiques de Russie, d'Ukraine, de Biélorussie et de Transcaucasie s'unissent pour former l'Union des républiques socialistes soviétiques. l'URSS est dissoute en 1991, ses 15 républiques membres devenant des États indépendants ; en Europe, il s'agit de la Russie, de l'Ukraine, de la Biélorussie, de l'Estonie, de la Lettonie, de la Lituanie, de la Moldavie, de la Géorgie, de l'Arménie et de l'Azerbaïdjan.

### V

#### Valachie (1330-1859)
La principauté de Valachie, qui devînt tributaire de l'Empire ottoman en 1529, s'unit en 1859 avec la Moldavie pour former la Roumanie (indépendante de l'Empire ottoman en 1878).

#### Vichy (Régime) (1940-1944)
L'État français est un État fantoche et collaborateur situé en Zone libre. Si l'on considère la France libre comme étant le seul régime « français » légitime durant la Seconde Guerre mondiale, alors le régime de Vichy peut apparaître comme une entité politique distincte, bénéficiant d'ailleurs d'une certaine reconnaissance internationale.

### W

#### Waldeck-Pyrmont (1813-1867)
La principauté de Waldeck-Pyrmont est un membre de la Confédération germanique entre 1815 et 1866, puis de la confédération de l'Allemagne du Nord en 1867. Son statut de pays plus ou moins indépendant se termine avec la formation en 1871 de l'Empire allemand, dont elle devient un État. Aujourd'hui, la région fait partie de l'Allemagne.

#### Wurtemberg (1813-1871)
Le royaume de Wurtemberg est un membre de la Confédération germanique entre 1815 et 1866, puis de la confédération de l'Allemagne du Nord en 1867. En 1871, son statut de pays plus ou moins indépendant se termine avec la formation de l'Empire allemand, dont il devient un État. Aujourd'hui, la région fait partie du Land de Bade-Wurtemberg, en Allemagne.

### Y

#### Yougoslavie (1918-2003)
À la suite de la Première Guerre mondiale en 1918, le royaume de Serbie s'unit avec les parties slaves du sud de l'Autriche-Hongrie (l'État des Slovènes, Croates et Serbes) pour former le royaume des Serbes, Croates et Slovènes. Il est remplacé par le royaume de Yougoslavie en 1929. Entre 1941 et 1945, des parties sont occupées par les forces allemandes, bulgares, hongroises et italiennes pour former plusieurs États fantoches (État indépendant de Croatie, État indépendant du Monténégro et Serbie). La Yougoslavie, dont l'unité territoriale est restaurée à la fin du conflit mondial, est devenue la fédération démocratique de Yougoslavie en 1943, avant de devenir un régime communiste sous le nom de république fédérative populaire de Yougoslavie en 1945 et république fédérative socialiste de Yougoslavie en 1963. La Slovénie, la Croatie et la Macédoine font sécession en 1991 et la Bosnie-Herzégovine en 1992 ; le reste de la Yougoslavie (Serbie et Monténégro) est alors réorganisé en république fédérale de Yougoslavie. En 2003, cette fédération devient la Serbie-et-Monténégro. Le Monténégro en fait lui-même sécession en 2006, réduisant l'État à la seule Serbie.
- Royaume des Serbes, Croates et Slovènes(1918-1929)
- Royaume de Yougoslavie (1929-1941)
- République fédérative socialiste de Yougoslavie (1945-1991)
- République fédérale de Yougoslavie (1992-2006)